# 大同倶楽部
大同倶楽部（だいどうくらぶ）は、明治時代の日本の政党である。時期をずらして、民党の大同倶楽部と、吏党の大同倶楽部の二つが結成されたが、いずれも短命であった。

## 大同倶楽部 (1889年–1890年)
大同倶楽部（だいどうくらぶ）は、自由民権運動期に誕生した日本の政党。大同団結運動の内紛の中で誕生したが、帝国議会の創設に伴い、立憲自由党に合流した。
結党
帝国議会の開設を見越して繰り広げられた反政権（藩閥）運動（自由民権運動）は、中核を占めた自由党が、党内の不満分子の暴発や政府の弾圧に耐えかねて明治17年（1884年）に解散して一旦逼塞したが、明治22年（1889年）2月11日の大日本帝国憲法発布に合わせて大赦で歴代の政治犯が釈放されたのをきっかけに、民権派の勢力（旧自由党、および立憲改進党）の再結集の動きが活発になった（大同団結運動）。
この時、団結後の運動の形態として、まとまった政治団体を志向する河野広中ら政社派と、ゆるやかな連絡組織を望んだ大井憲太郎らの非政社派の対立が表面化した。更に、大同団結運動の主導者であった後藤象二郎の政府入りと運動からの離脱を巡っても運動内部で意見の相違があり（その後、後藤は3月22日に黒田内閣の逓信大臣として入閣）、4月28日から東京で開かれた全国の運動幹部の会合では、政社、非政社を巡って激論が繰り広げられ、決裂。5月10日、両陣営はそれぞれ別々に会合を開き、河野ら政社派は大同倶楽部を、大井ら非政社派は大同協和会を、それぞれ結成した。
活動
主な活動としては、1年後に迫った帝国議会の開設に向けて、総選挙の準備（府県会議員の調査と、立候補者の人選）、そして各地との連絡、遊説であった。一方で、同年8月から9月にかけて条約改正反対運動（外国人司法官任用問題）が沸き起こった際には運動の一翼を担い、大同協和会などの他派との連携も一時的に行われた。しかし、運動が終結するとこれらの団体とは敵対関係に戻り、10月17日に開かれた臨時大会においては、党務の拡張、協和会との対決の構えを示した。
組織
結成時に定められた党則では、常議員会を置き、各府県1,2名を選出していたが、上述の実務で会合の出席者は回を追うごとに減り、必然的に、事務主任者（のちに事務員）になった河野と大江卓が"事務主任者"（のちに"事務員"）として党務を取り仕切った。
大同団結
上述の条約改正反対運動が沈静化した後、旧自由党の総裁であった板垣退助が、分裂した諸派の再結集と、自由党再興の考えを固め、各派に自身の出馬を通知した。河野ら大同倶楽部側は、板垣を担いでの自由党再興になった場合は、大井ら大同協和会が主導権を握るようになることから、12月に板垣が国元の土佐から大阪へ出た際に談判に及び、この段階では、板垣の構想は頓挫した（板垣は独自に愛国公党を結成）。
合同の動きが本格化したのは、翌年に入ってからである。5月14日、大同倶楽部、大同協和会に、愛国公党を交えた三派の会合が開かれる。これに九州連合同志会も加わることにより、9月15日、立憲自由党が結成される。大同倶楽部はこれに先立ち、8月17日に解散した。
解党直前、明治23年（1890年）7月1日に行われた第1回衆議院議員総選挙においては、大同倶楽部は55議席を獲得した。

## 大同倶楽部 (1905年–1910年)
大同倶楽部（だいどうくらぶ）は、明治時代後期に存在した日本の政党（1905年12月23日 - 1910年3月2日）。
第1次桂内閣の崩壊後、同内閣を支持していた帝国党の佐々友房を中心に甲辰倶楽部、自由党などが合流して76人結成される。山縣有朋や桂太郎ら長州藩閥と親しく、当初は立憲政友会及びその第1次西園寺内閣に対して支持していたが、後に対決姿勢を強めたために親政友会派の脱会を招いた。その後、反政友会勢力再結集を目指して戊申倶楽部と合同して中央倶楽部を結成した。